# Xerxes ekmanianum
Xerxes ekmanianum là một loài thực vật có hoa trong họ Cúc. Loài này được (Philipson) J.R.Grant miêu tả khoa học đầu tiên năm 1994.